# Храм Успения Пресвятой Богородицы (Богородицк)
Храм Успения Пресвятой Богородицы (Свято-Успенский храм) — православный храм в городе Богородицке Тульской области.

## История
Первая деревянная церковь на этом месте была построена в 1770-е годы после учреждения городского кладбища за пределами города. В 1826 году деревянная церковь сгорела, и год спустя на её месте соорудили небольшую кирпичную церковь, на верхнем ярусе которой устроили колокольню. В 1831 году рядом с ней на средства богородицких купцов Александра Кобякова, Ивана Долгова, Афанасия Тихонова, Димитрия Санина, Ивана Гайдукова и Ивана Селищева построен каменный храм Успения Пресвятой Богородицы. В 1837 году в колокольне появился придел Георгия Победоносца. В 1885 году церковь была расширена с запада пристройкой к колокольне, тогда же в храме был обновлен иконостас. Это было сделано под наблюдением губернского архитектора Г. Скавронского.
Храм просуществовал до праздника Вознесения Господня в 1939 году, когда и был закрыт. 2-3 года пустовал, потом в нём располагался склад «Заготзерно». Повторно открылся 7 мая 1945 года и представлял тяжелое зрелище: голые стены без окон, без рам. В 1955 году начались крупные реставрационные работы, в ходе которых живопись и иконостас были обновлены, а помещение увеличено за счет подколокольного пространства. Исторический Георгиевский придельный храм стал неотъемлемой частью Успенского. В 1974 году была сделана наружная стенная роспись здания. В 1998 году церковь стала соборной.

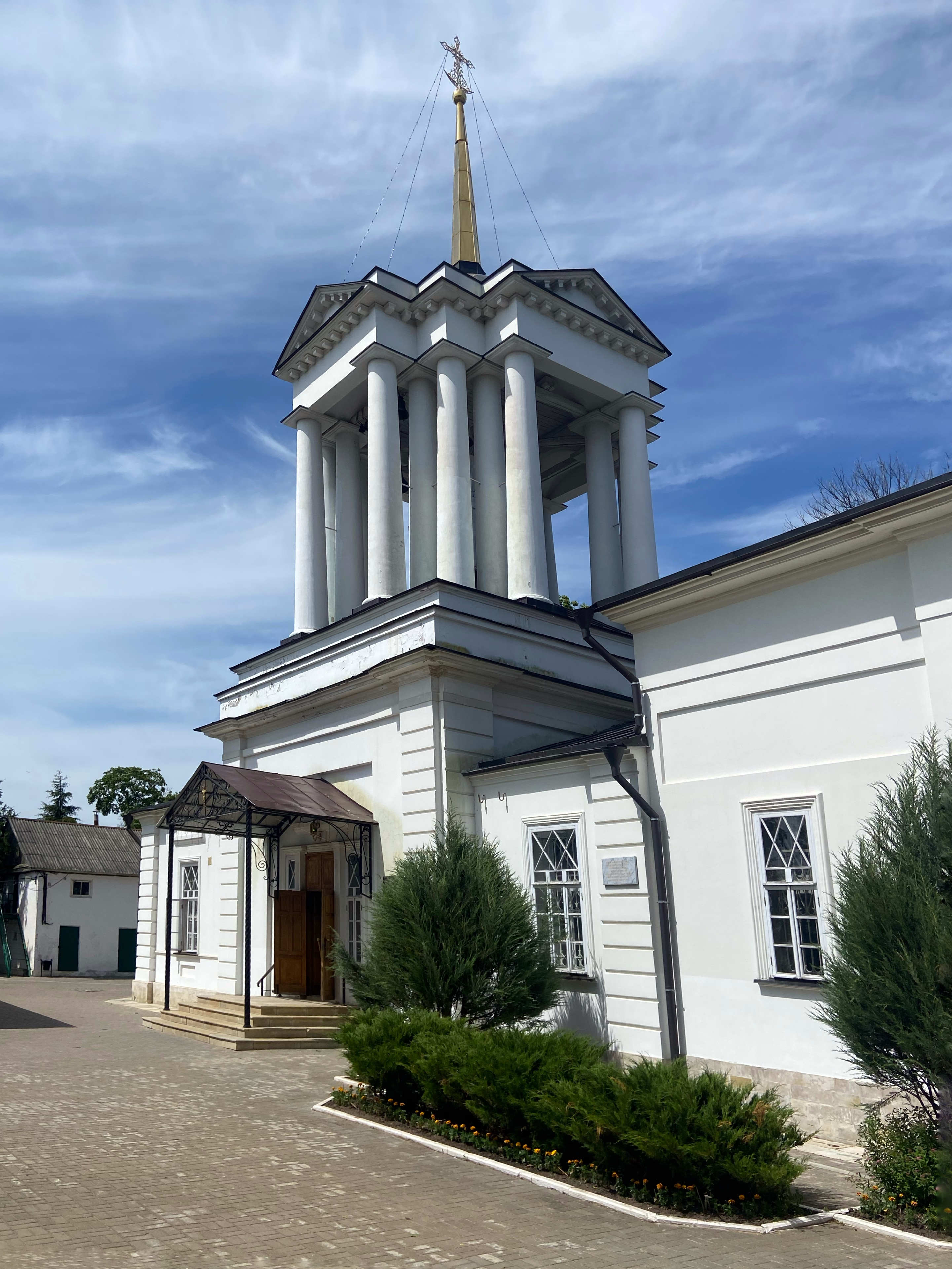
Колокольня
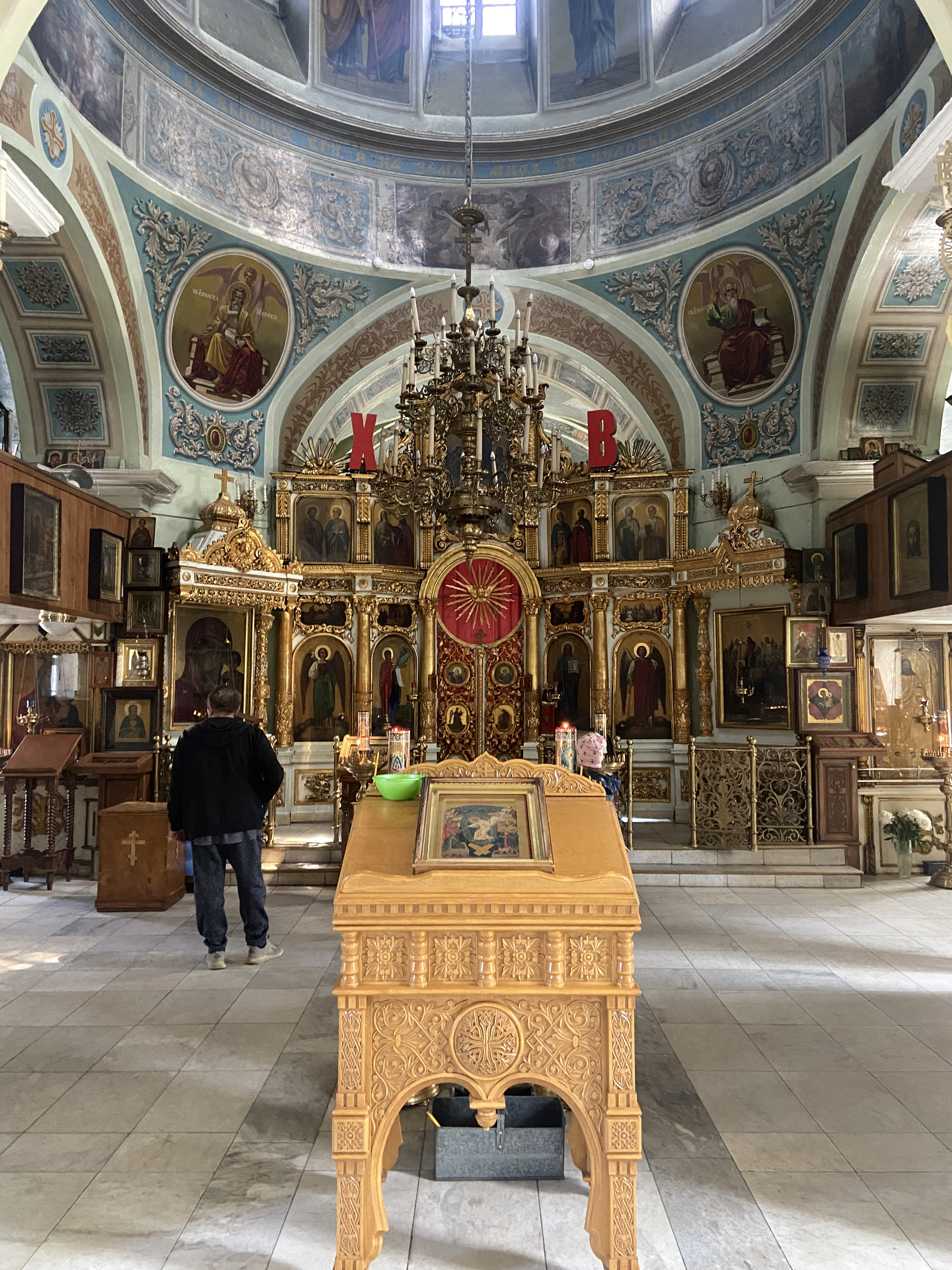
Интерьер с иконостасом
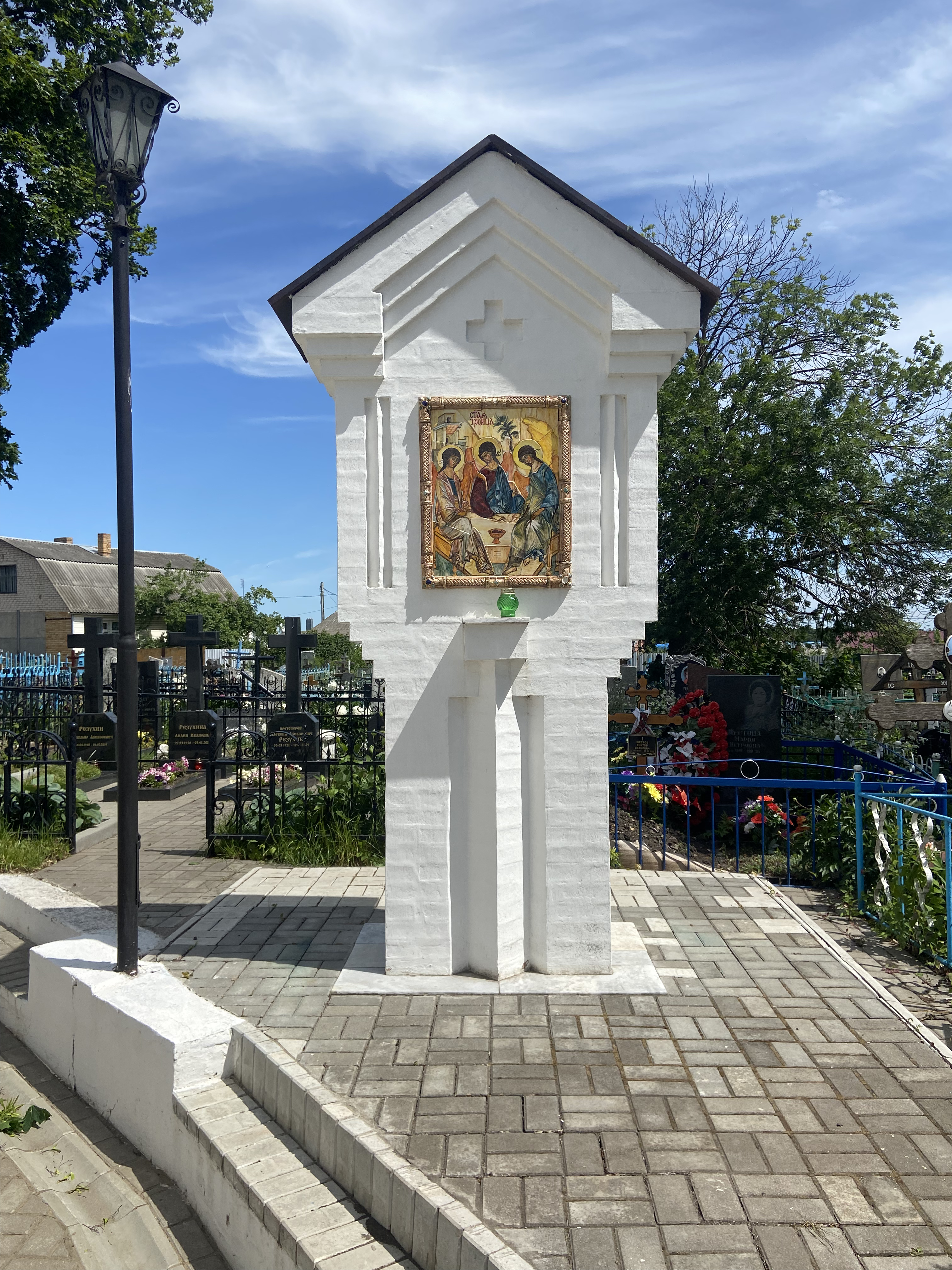
Монумент «Святая Троица»

## Архитектура
Успенский храм в стиле русский ампир, одноглавый кирпичной кладки, оштукатуренный. Снаружи по бокам храм украшен колоннами, четыре — с южной стороны, и четыре — с северной. Колокольня венчается фронтоном и полукуполом со шпилем и крестом. Колокольня с колоннадой, состоящей из 4-х групп, в каждой из которых 5 колонн. Храм имеет площадь 280 м²., алтарь 35 м². и крестильное помещение 45 м². Интерьер храма состоит из четырёх арочных помещений, украшенных живописью. Художественные работы производились в 1955—1956 году московскими художниками П. А. Гладковым и В. М. Голубевым. Обновил иконостас и заново сделал «царские врата» московский резчик П. Ф. Чуваловым. В 1974 году сделаны наружные росписи с южной и северной сторон.